# Kultura komarowska

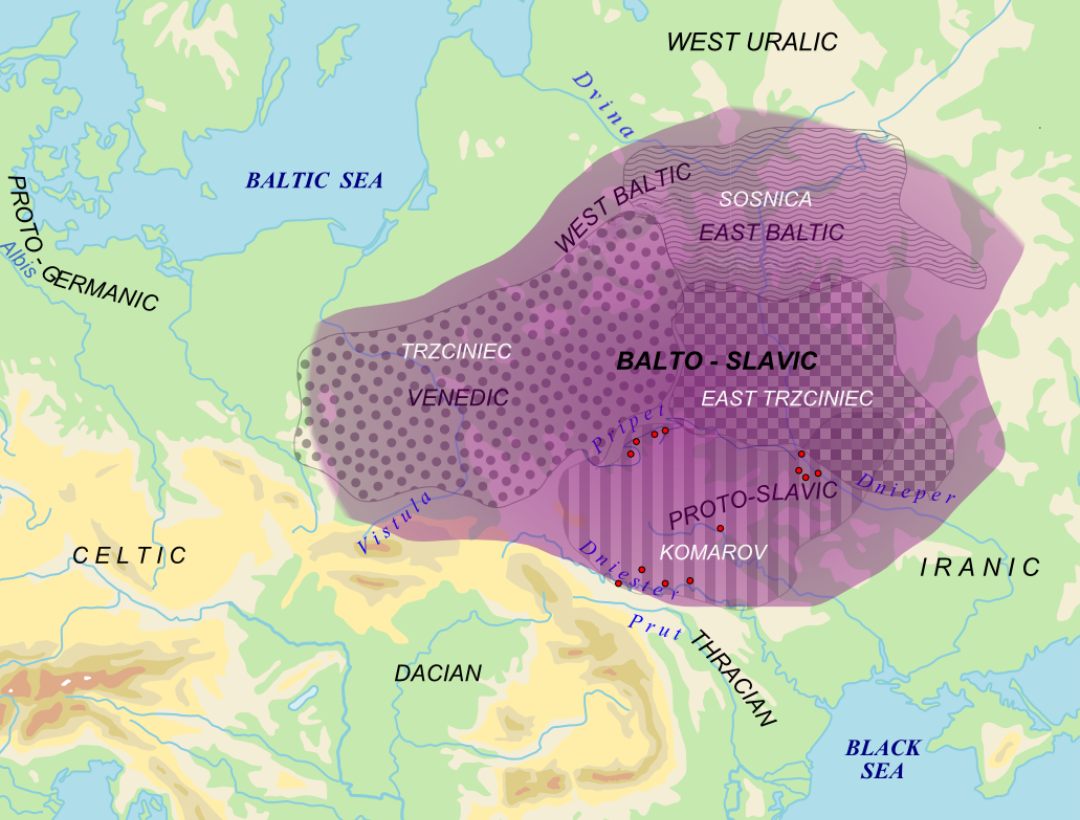
Orientacyjny zasięg kultury komarowskiej (obszar na południe od trzcinieckiej)

Kultura komarowska – kultura archeologiczna epoki brązu i wczesnego okresu halsztackiego (1000–800 lat p.n.e.). Nazwa kultury pochodzi od eponimicznego stanowiska Komarów na Ukrainie. 
Kultura komarowska wykształciła się na wcześniejszej  kultury ceramiki sznurowej na obszarach Podola, Podkarpacia oraz południowej części Wołynia. Sąsiadowała od zachodu z grupami kultury łużyckiej a od południa z kulturą Noua.   
Obok kultury trzcinieckiej, wschodniotrzcinieckiej oraz kultury sośnickiej uważana jest za zespół kultur epoki brązu jaki ukształtował się na obszarze od środkowego dorzecza Warty po środkowe dorzecze Dniepru.  